# Josef Nesnídal
Josef Nesnídal (4. března 1912, Štěpánovice – 5. září 1986, Hradec Králové) byl český úředník a voják.

## Biografie
Josef Nesnídal se narodil v roce 1912 ve Štěpánovicích nedaleko Výčap, následně se v Moravských Budějovicích v zámečnické dílně vyučil a pak nastoupil na Vyšší průmyslovou školu strojnickou v Brně, kde odmaturoval. Pak nastoupil na Vysokou školu obchodní v Praze a následně byl zaměstnán jako úředník v Adamově.
Dne 18. července 1939 odešel do Polska, kde vstoupil do československé armády, později byl po postupu do Sovětského svazu internován do několika táborů. V březnu roku 1941 však odjel přes Oděsu do Haify, kde se s dalšími vojáky stal součástí 11. československého praporu Karla Klapálka. Prapor bojoval na frontách v Libanonu a v Sýrii, následně pak prapor byl nasazen v Tobruku. Tam působili českoslovenští vojáci až do dubna 1942, kdy se vrátili zpět do Palestiny, kde jako 200. československý protiletadlový pluk bojovali v Haifě, opět v Tobruku a v Derně. Od července roku 1943 pak prapor byl rozdělen a vojáci nastoupili do různých jednotek ve Velké Británii. Bojovali na různých místech ve Francii, mimo jiné se letech 1944 a 1945 účastnili bojů o přístav Dunkerk. Dne 19. května 1945 se Josef Nesnídal dostal do Prahy, kde pak byl 7. září téhož roku propuštěn z armády.
Po skončení druhé světové války se vrátil zpět k práci úředníka, nastoupil do závodů Škoda v Hradci Králové. Tam působil až do odchodu do důchodu roku 1970. Zemřel roku 1986.
Obdržel medaili Za chrabrost před nepřítelem, Za zásluhy, Pamětní medaili, medaili Africa Star a Československý válečný kříž 1939.